# 阿蒂尔·奥涅格
阿蒂尔·奥涅格（法語：Arthur Honegger，法語發音：[aʁtyʁ ɔnɛɡɛːʁ]，1892年3月10日—1955年11月27日），於法國出世的瑞士作曲家。大部份時間生活於巴黎，是法國六人團的成員，其最著名作品是模仿蒸氣車頭聲音的管絃樂交響樂章「太平洋231」。

## 早年
奧涅格本名奧斯卡-阿蒂尔·奥涅格（Oscar-Arthur Honegger），但其第一個名字從未使用過。他生於法國勒阿弗爾，他最初於巴黎學習和聲與小提琴，之後曾短暫返回瑞士，向维多尔與丹第學習。求學至1910年代。1926年他娶了女鋼琴家安德烈·沃拉堡（Andrée Vaurabourg），瓦拉伯格稍後求學於巴黎音樂學校，1932年生一女帕斯卡雷（Pascale）。奧乃格也跟巴黎著名女中音克莱尔·克鲁瓦扎（Claire Croiza）有一私生子讓-克洛德（Jean-Claude，1926-2003）。

## 創作
1920年代早期奧乃格憑著宗教歌劇「大衛王（Le Roi David）」迅速成名，歌劇內容均由聖詩所組成。
兩次大戰期間，奧涅格非常多產，1927年他完成了阿贝尔·冈斯的史詩「拿破崙（Napoléon）」的配樂作曲，這段期間他完成了五首芭蕾舞曲與三首聲樂戲劇作品。其中一個清唱劇碼「聖女貞德在火刑柱上（Jeanne d’Arc au Bûcher，1935）」是他最佳的作品之一。
除了他獨自寫作之外，他與伊贝尔（Jacques Ibert）共同創作一部輕歌劇「小鷹（L’Aiglon，1937）」。這個時期他也寫了「山羊之舞（Dance de la Chèvre）」，其本質上是一部個人長笛獨奏段。由當中角色勒内·勒鲁瓦（René Le Roy）專門負責的獨奏，輕快和充滿年輕的活力，但與所有奧乃格的作品一樣率直。
奧涅格總是留戀於父母的原鄉瑞士。但隨著第二次世界大戰的爆發與納粹的入侵，他發現留在巴黎有很大的困難，他加入了法國抵抗運動，但他總是不受納粹的影響，因著他的名氣與身份，納粹容許他能繼續他的工作不受干擾。但是毫無疑問，戰爭的爆發使奧涅格非常沮喪。自戰爭爆發至他死為止，他共創作了四部交響曲（第二到第五），成為二十世紀最有影響力的交響曲之一。其中第二交響曲為絃樂而寫成，在最後一個樂章則加入一支小號用來演奏選自J.S.巴哈的眾讚歌。第三交響曲的副標題稱為「禮拜交響曲」創作於1946年，三個樂章的標題用上拉丁彌撒曲的名稱，分別是「審判日（Dies Irae）」、「在深淵的呼求（De profundis clamavi）」與「賜我平安（Dona nobis pacem）。完成日期正值戰爭結束之後，其風格與布列頓於1940年創作的安魂交響曲（Sinfonia da Requiem）不謀而合。相比之下，第四交響曲充滿懷舊和感情風格的氣氛。它的副標題為「歡愉的巴塞爾（Deliciae Basilienses）」，以對戰爭期間仍能有輕鬆的日子表示敬意。第五交響曲的副題取名為「三個D音（Di tre re）」（法語以唱名來代表音名），原因就是三個樂章的結束音都是停留在D音上。

## 特色
奧涅格最廣為人知的是他對旅行的熱衷，在一次特別的場合，他說：我總是對火車充滿熱情與愛意，對我而言他們一如活生生的動物，我熱愛他們就好像一些人愛著美人與俊馬一樣。1923年，他的「太平洋231」交響樂章（一部對蒸氣機火車頭的描寫）使他早年即聲名大噪（或是惡名昭彰）。日后的作品常被人认为有火车声音的痕迹。

## 逝世
1953年，他寫下他最後一個作品「基督清唱劇（A Christmas Cantata）」。1955年十一月二十七日，奧乃格因心臟病發作在家中去世，安葬於巴黎蒙馬特區的聖文西公墓。

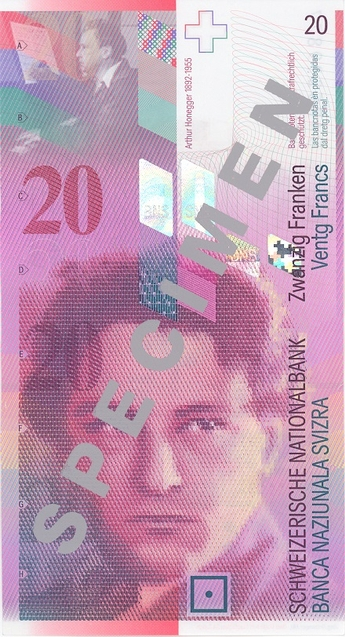
1996年發行之瑞士法郎20元鈔票上的奧乃格肖像。

## 榮譽
基於奧涅格對音樂界之貢獻，他的肖像被置於1996年版瑞士法郎20元鈔票上。

## 延伸阅读
- Honegger's biographer was Marcel Landowski, the French composer and arts administrator, who was greatly influenced by Honegger. His biography appeared in 1978 (ISBN 2-02-000227-2) although it has yet to be translated into English.
- Harry Halbreich. Arthur Honegger, translated into English by Roger Nichols. Portland, Oregon: Amadeus Press, 1992. Considers both Honegger's life and works. With the cooperation of Honegger's daughter Pascale, Halbreich has fully documented Honegger's life since childhood. All works are treated, more significant ones analyzed in detail. ISBN 1-57467-041-7 (1999).
- Geoffry Spratt. "Honegger, Arthur." Grove Music Online.
- Willy Tappet. Arthur Honegger. Zurich: Atlantis Verlag, 1954.